# 亚细安站
亚细安站，施工期間稱為西辛雅芒加拉查站，是印度尼西亞雅加達地鐵南北線的一座架空車站，位於南雅加達行政市新峇油蘭鎮西辛雅芒加拉查路。該站在2019年3月24日雅加達地鐵南北線第一期通車時開放載客，設有1個出入口和2個側式月台。

## 歷史
南北線第一期（布陸斯谷站－印度尼西亞大酒店圓環站）於2013年10月10日動工，至2019年3月24日開放載客，亚细安站因而啟用，成為南北線的中途站之一。

## 車站結構
亚细安站是雅加達地鐵南北線列車轉入地下之前經過的最後一個架空車站，長175米，寬22米，高24米（從路面到車站上蓋）。該站設有2層，地面為出入口，一樓為公眾區／商業區，二樓為南北線月台（往布陸斯谷／印度尼西亞大酒店圓環）。
| 二樓 | 側式月台       | 側式月台                                       | 側式月台       |
| 二樓 | 南             | 南北線列車往布陸斯谷方向（M區）                |                |
| 二樓 |                | 南北線列車往印度尼西亞大酒店圓環方向（史納延） | 北             |
| 二樓 | 側式月台       |                                                |                |
| 一樓 | 公眾區、商業區 | 公眾區、商業區                                 | 公眾區、商業區 |
| 地面 | 出入口         | 出入口                                         | 出入口         |

## 服務及接駁交通
工作日期間，南北線列車平時的班次平均為9分鐘一班，繁忙時段（早上7時至9時、晚上5時至7時）則縮短為平均5分鐘一班。假日期間，列車班次平均為10分鐘一班。從亚细安站開往印度尼西亞大酒店圓環站的首班車在每天上午5時02分開出，末班車在每天晚上11時27分開出，開往布陸斯谷站的首班車在每天上午5時19分開出，末班車在每天晚上11時44分開出。
乘客可在本站周圍換乘雅加達專線巴士1號線、13號線，雅加達運輸合作社S13號巴士線，以及馬雅沙利·峇克蒂公司經營的C300號巴士線。

## 外部連結
- 雅加達地鐵公司：亚细安站（页面存档备份，存于） （印尼文）